# Штеттен (Рейнланд-Пфальц)
Штеттен (нім. Stetten) — громада в Німеччині, розташована в землі Рейнланд-Пфальц. Входить до складу району Доннерсберг. Складова частина об'єднання громад Кірхгаймболанден.
Площа — 6,54 км2. Населення становить 672 ос. (станом на 31 грудня 2020).